# Volkswagen Arena
A Volkswagen Arena Wolfsburg városában, Alsó-Szászország tartományban található, a VfL Wolfsburg otthona. A stadionban 30 000 néző fér el, jelenleg a Bundesliga stadionjai közé tartozik. Az aréna névadója a Volkswagen-konszern, amelynek Wolfsburg városa a központja.